# Bilumane, Tirthahalli
Bilumane là một làng thuộc tehsil Tirthahalli, huyện Shimoga, bang Karnataka, Ấn Độ.